# Nicky Jam
Nick Rivera Caminero (Lawrence, Massachusetts, 17 de marzo de 1981), más conocido por su nombre artístico Nicky Jam, es un cantante colomboestadounidense de origen puertorriqueño.
Desde adolescente comenzó a cantar y al realizar una actuación en un supermercado, llamó la atención de una señora, quien era cónyuge de un director ejecutivo de un sello discográfico, por lo que firmó un contrato de grabación y con catorce años, lanzó su primer EP titulado ...Distinto a los demás. A mediados de los años 1990 conoció a Daddy Yankee, con quien formó un dúo; juntos crearon varios éxitos musicales, pero en 2004 se disolvieron por diversos conflictos personales. A finales de la década de los años 2000 su carrera musical sufrió un descenso, por lo que decidió mudarse a Medellín, Colombia entre 2007 y 2010, con el propósito de lanzar nuevamente su carrera artística al estrellato.
En 2013, empezó a ganar popularidad nuevamente en varios países de Latinoamérica con el sencillo «Voy a beber». En 2015, lanzó la canción «El perdón», que se convirtió en un éxito en América y en varios países europeos como España, Alemania, Francia, Portugal y Suiza, entre otros. Además, dicha canción, ganó el galardón a mejor interpretación urbana en los Premios Grammy Latinos de 2015  y en los Latin American Music Awards los premios como sencillo del año y colaboración favorita, respectivamente.
En 2020, el artista ha sobrepasado los 1.000 millones de reproducciones musicales.
En 2022, Nicky Jam fue reconocido por la revista Billboard con el premio «Salón de la Fama».

## Biografía
Rivera nació el 17 de marzo de 1981 en la ciudad de Lawrence, Massachusetts en Estados Unidos. De origen puertorriqueño por su padre y dominicano por su madre, tiene cuatro hijos llamados Joe Martin, Luciana, Yarimar y Alyssa, la mayor de todos. De pequeño, empezó a rapear; cuando tenía diez años, su padre decidió trasladar a su familia al pueblo de Cataño, Puerto Rico y Jam para ayudar económicamente a su familia, comenzó a trabajar en un supermercado como empacador.
A los catorce años, llamó la atención de la cónyuge de un director ejecutivo de un sello discográfico independiente de Puerto Rico al realizar una puesta en escena en su lugar de trabajo. Ella lo llevó donde su esposo; rapeó para el director y quedó encantado; se firmó un contrato de grabación y la disquetera puso en venta su EP, que mezcló los géneros rap y reggae. Su seudónimo de Nicky Jam, se lo dio un transeúnte en forma de broma.

## Carrera musical

### 1995-2003: inicios y Los Cangris
Debutó en 1995 con el EP ...Distinto a los demás, el cual ayudó a que varios disc-jockey y vocalistas se interesaran en trabajar con el cantante después de escuchar sus interpretaciones bilingües, por lo que en varias ocasiones fue telonero de conciertos. Durante los años siguientes, participó en las producciones de The Cream (lanzadas entre 1996 y 1997), además de participar en otras producciones como Los más buscados del productor DJ Chiclin con el sencillo «Cuerpo de campeona» de 1996 y en la producción Presuntos implacables con el sencillo «Un casanova» de 1997.
En 1998, ganaría reconocimiento en su país natal con el sencillo «Mi gente tiene que bailar» de la producción Gárgolas 1 del productor Álex Gárgolas y con el sencillo «Descontrol» de la producción Playero 41 del productor DJ Playero, en ese tiempo, comenzaría a trabajar como corista de Daddy Yankee, con el que posteriormente formarían el dúo de «Los Cangris». En 1999, participó en la producción La misión con el sencillo «Parar a Nicky», dicha producción consiguió disco de oro y a finales de ese año, junto a Yankee, optarían por comenzar una carrera como dúo, sin dejar sus carreras como solistas. Durante 2000, él y Yankee, aparecieron como dúo por primera vez en la producción Royal Family con el sencillo «Ven Yal», y durante 2001, con su participación en la producción Gargolas 3 del productor Álex Gárgolas con el sencillo «Donde están las gatas», consolidarían sus carreras, y a finales de ese año, Jam lanzó Haciendo escante en 2001, su segundo EP.
Durante 2002, siguió su carrera como solista, pero también participó en el primer álbum de estudio de Daddy Yankee titulado El Cangri.com, con las canciones «Ella esta soltera» y «Guayando», él mismo comentó durante una entrevista que esta última es unas de sus canciones favoritas en toda su carrera.  También participó en la producción Los matadores del genero con la canción «Te quiero», a finales de ese año. En 2003, publicó los sencillos «Yo no soy tu marido» y «Me voy pal party», con los que ganaría bastante reconocimiento internacionalmente, ese mismo año, lanzó su primer álbum de remezclas Salón de la fama en donde reversionó sus primeros hits desde 1998.

### 2004-2009: decaída musical
A principios de 2004, participó en la producción 12 discípulos de Eddie Dee, en la intro del disco y con su canción «Tu y yo». A pesar del éxito que cosechó junto a Yankee, empezó a tener problemas por el exceso de consumos de sustancias nocivas y alcohol; Yankee, preocupado por sus malos hábitos, trató de ayudarlo pero sin resultados. Constantemente tenían confrontaciones producto de diferencias creativas lo que derivo en que compusiera una canción para Yankee y creara una rivalidad. Con esto, rompieron su amistad definitivamente y dejaron de trabajar juntos. A finales de 2004 salió a la venta el álbum Vida Escante, y se convirtió en el álbum más exitoso del artista hasta ese entonces, al situarse en la posición 4 del Top Tropical Albums y la 23 de Top Latin Albums de Billboard. Álbum incluye canciones notorias como «Me estoy muriendo» o «Chambonea» que obtuvieron posiciones favorables en la Latin Tropical Airplay. Yankee ganó popularidad como un artista de reguetón con su éxito internacional «Gasolina»; mientras que Jam, con rechazos del público, siguió autodestruyéndose y tras caer en una profunda depresión, empezó a tener una subida de peso. Él ni siquiera tenía para pagar el hospedaje y con un bajo perfil, realizaba puestas en escena en un hotel para turistas, lo que le ayudó mejorar sus destrezas vocales y descubrió que, aparte de rapear, «podía cantar».
Durante 2005, se lo vio en la producción Los bandoleros de Don Omar, en la producción Los Kambumbos y en la producción Los cazadores, mientras que en 2006, participó en el primer álbum de estudio de R.K.M. & Ken-Y titulado Masterpiece, además de participar en la producción Gargolas 5 del productor Álex Gárgolas y en la producción Abusando del genero del productor DJ Joe.
A finales de diciembre de 2007, lanzó el álbum The Black Carpet, que tuvo un éxito moderado al ingresar a la posición 24 del Top Latin Albums de Estados Unidos. Para su promoción puso en venta el sencillo «Gas Pela», con RKM, y se situó en el puesto 45 del listado Hot Latin Songs. Para finales de la década de los años 2000, siguió con sus trabajos en la industria de la música; como en 2008, participando en el quinto álbum de estudio de Yaga & Mackie titulado Los Mackieavelikos 2055 y en 2009, publicando el sencillo «Mucho más» con el colombiano Wolfine.

### 2010-2014: recuperación musical
En busca de trabajo y con ganas de comenzar nuevamente su carrera musical, en 2010 viajó a la ciudad colombiana de Medellín. Él empezó a realizar espectáculos cantando sus éxitos de los años 2001 y 2003 en varias ciudades de Colombia y al contar con buena acogida del público, pensó que podía iniciar de nuevo su carrera artística.  Cabe destacar que nunca dejó la música y siempre durante los años se mantuvo lanzando música, nunca se quitó de ello pero esto sin éxito alguno. Luego, se enfocó en crear una nueva base de fanáticos  y comenzó a reunir el dinero que obtenía de sus conciertos para pagar la producción de sus canciones y vídeos, siendo apoyado de manera fundamental por su nuevo manager Juan Diego Medina, y por su amigo el cantante Alberto Stylee. Durante este año, se lo vería mucho en colaboraciones con los cantantes Andy Boy y Ñejo.
En 2011, publicó el sencillo «Piensas en mi», el cual logró tener un gran reconocimiento en varios países de Latinoamérica, él mismo describió al tema como uno con el que según él volvería a estar en lo más alto del género urbano, posteriormente se publicó el video musical del sencillo a finales de 2011 por medio de internet y a finales de 2012 en su canal YouTube. A principios de 2012, comenzó a ganar reconocimiento y a mediados, se publicó el sencillo «El Party me llama», esta última junto con Yankee, lo que confirmó que ambos habían resuelto sus desacuerdos de años anteriores.
En 2013, publicó el video musical del sencillo «Juegos prohibidos» (lanzado en 2012) y el sencillo «Voy a beber», este último se convirtió en un éxito en varios países de Latinoamérica e ingresó en posiciones favorables de listas musicales de Billboard. A finales de enero de 2014, lanzó el sencillo «Travesuras», que alcanzó el puesto 4 en la lista Hot Latin Songs, de Billboard,

### 2015: éxito internacional
A principios de febrero de 2015, firmó un contrato de grabación con Sony Music Latin y con SESAC Latina, y lanzó el sencillo «El perdón», que cuenta con la participación vocal de Enrique Iglesias. Inicialmente, «El perdón» era una canción en solitario, pero después de que Iglesias hablara y mostrara su interés en colaborar con él, accedió a regrabar la canción como un dueto. «El perdón» se convirtió en un éxito en varias listas de popularidad al ingresar en la número uno de las listas de sencillos de España, Francia, Países Bajos, Portugal y Suiza; asimismo obtuvo la posición dos en Bélgica y Bulgaria, la cuatro en Suecia, la ocho en Alemania y la nueve en Austria, respectivamente; en los Estados Unidos ingresó en el puesto 65 del Billboard Hot 100  y la 82 del Canadian Hot 100, de Canadá. «El perdón», con más de treinta semanas en la posición 1 del Hot Latin Songs, de Billboard, pasó a ser la segunda canción con más semanas en dicha posición, solo detrás de «Bailando» de Iglesias que perduró cuarenta y dos semanas. Una versión en inglés titulada «Forgiveness» y se situó en la posición 56 del Billboard Hot 100 y en la 30 del Pop Songs; la revista Billboard la eligió como la duodécima «mejor canción del año 2015».
En los Premios Grammy Latinos de 2015 ganó el galardón Mejor Interpretación Urbana por «El perdón» y estuvo nominado al Mejor Álbum de Música Urbana por Greatest Hits Vol 1. Por otro lado, en los ganó los premios Sencillo del Año, Colaboración Favorita y Canción Streaming Favorita por «El perdón», mientras que obtuvo las candidaturas al Artista del Año y Artista Masculino Favorito Urbano.

### 2017:Fénix

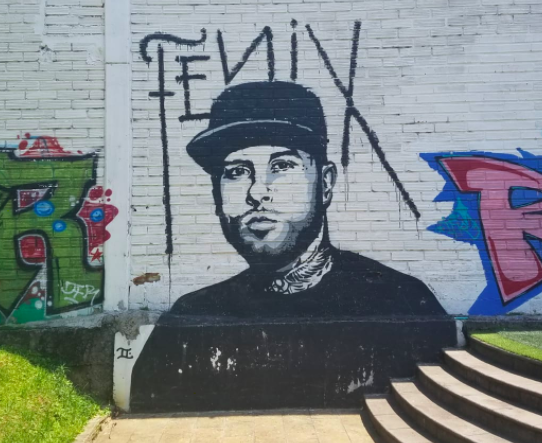
El mural de Nicky Jam en Medellín, Colombia que luego se convirtió en la portada de su álbum Fénix de 2017 (mural fotografiado en abril de 2018).

El 20 de enero de 2017 lanzó el disco Fénix. La portada del álbum consiste en un mural pintado en Medellín suyo con la palabra en latino; dicha obra fue pintado por fanáticos sin su conocimiento, y al descubrir la existencia del mismo, se conmovió tanto que proclamó en Instagram que haría del mural la portada de su próximo álbum. Fénix, un símbolo del renacimiento de su carrera, debutó en la cima de la lista de Billboard Top Latin Albums; alcanzó la cima de la lista Latin Rhythm Albums el 11 de febrero de 2017 y permaneció en la lista por un total de 142 semanas. El disco fue nominado para un Premio Grammy Latino al Álbum del Año en la 18a Entrega Anual de los Premios Grammy Latinos, aunque perdió ante Salsa Big Band de Rubén Blades con Roberto Delgado & Orquesta.
Por su parte, Fénix contó con colaboraciones de Sean Paul, El Alfa, J Balvin y Kid Ink e incluyó sus primeras canciones en inglés «Without You» y «I Can't Forget You». Con el álbum, esperaba mantener un sonido de reguetón orgánico, sintiendo que el género se había convertido en un sonido demasiado futurista en Puerto Rico. Los sencillos publicados anteriormente «El perdón» y «Hasta el amanecer» se incluyeron en el álbum además de los nuevos sencillos «El amante» y «Si tú la ves». Las canciones «El amante» alcanzaron el puesto número dos en Hot Latin Songs, mientras que «Si tú la ves» alcanzó el puesto 18 en la misma lista. "El Amante" también alcanzó el número dos en el Billboard Hot 100. Tony M. Centeno de Vibe elogió el álbum escribiendo: "A pesar de la gran demanda de discos comerciales y electrónicos de clubes, logró mantener su integridad, permaneciendo fiel al carril que estableció para sí mismo hace casi 20 años". Paralelamente, en 2017, hizo su debut como actor en la película XXx: Return of Xander Cage, el tercer lanzamiento de la serie de acción XXX, actuando junto a Vin Diesel.

### 2018-presente: «Equis» eÍntimo

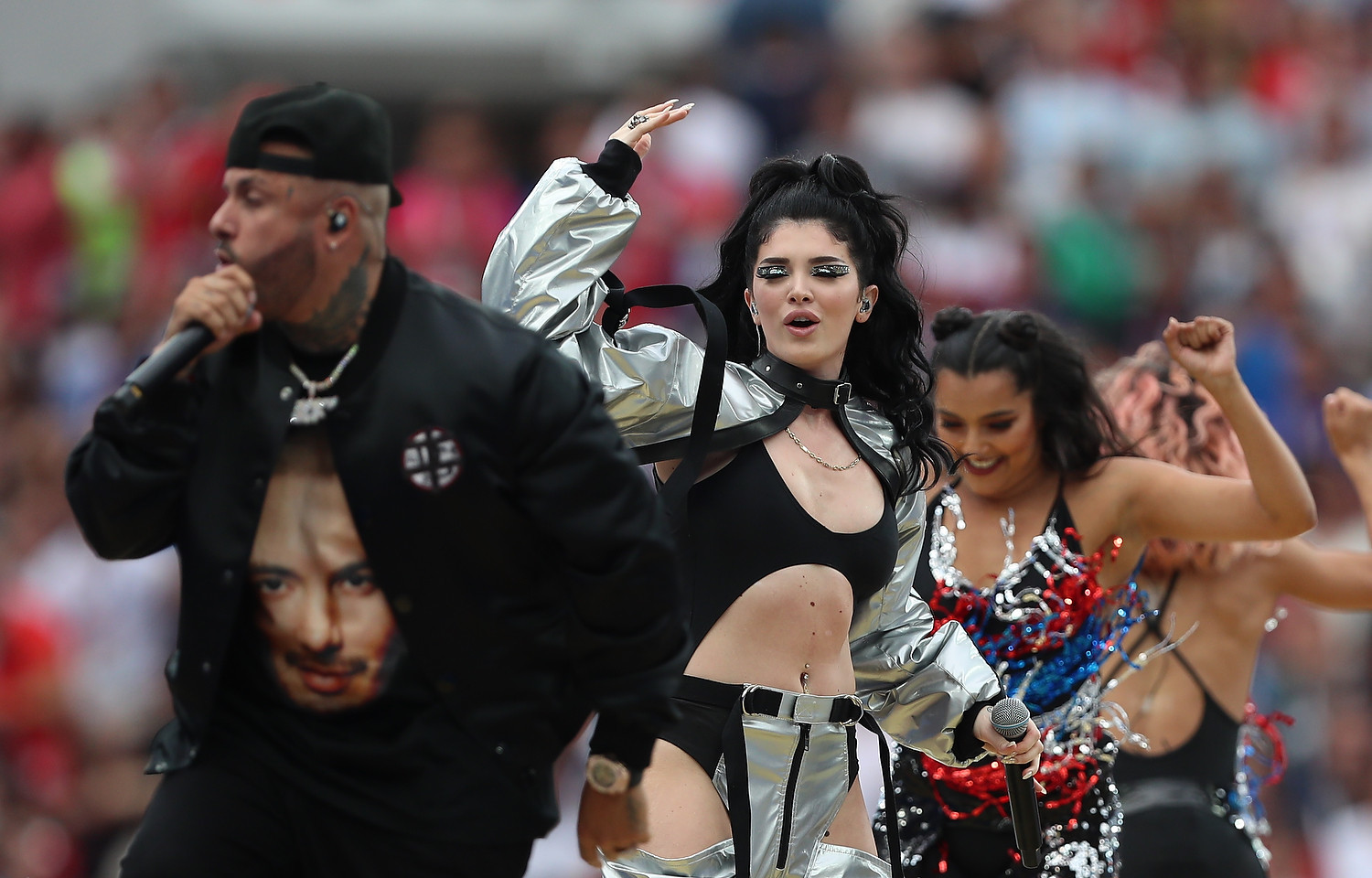
Nicky Jam interpretando la canción oficial de la Copa Mundial de 2018 "Live It Up"

Su colaboración con J Balvin, «Equis», fue lanzada en marzo de 2018 y alcanzó el puesto 41 en el Billboard Hot 100. El video musical de "X" hizo comparaciones con «I'm Still in Love with You» de Sean Paul y Drake. El video debutó en el puesto número uno en la lista de música global de YouTube y acumuló más de 200 millones de visitas en dos semanas. Interpretó la canción con J Balvin en The Tonight Show protagonizada por Jimmy Fallon mientras Jimmy Fallon bailaba en el escenario con los dos cantantes. En reacción al éxito de la canción, divulgó: "Sabía que nuestra música iba a ser grande, pero no pensé que fuera a ser como es ahora".
Por otra parte, colaboró con Will Smith, Diplo y Era Istrefi para el himno oficial de la Copa Mundial de la FIFA 2018, «Live It Up»; la canción recibió críticas mixtas, ya que los críticos se burlaron del "mensaje genérico" de la canción. Además, protagonizó la serie biográfica de Netflix Nicky Jam: El ganador, que exploró las luchas del artista con la adicción a las drogas y su ascenso a la fama y se estrenó en noviembre de 2018.
En octubre de 2019, anticipó el lanzamiento de su documental, Behind Nicky Jam's Íntimo, que fue producido a través de Apple Music. Lanzó el álbum Íntimo el 1 de noviembre de 2019. Contenía los sencillos "X", "Atrévete" con Sech y "Whine Up" con Anuel AA. Billboard llamó al álbum "17 canciones de pura magia del reggaetón". En noviembre de 2019, renovó su contrato con Sony Music Latin. Colaboró con Daddy Yankee en la canción «Muévelo» que muestra el éxito de 1994 del artista de dancehall jamaicano Ini Kamoze. El video, filmado en Miami, es un homenaje al período de la década de 1990 en el que se criminalizó el reguetón en Puerto Rico. La canción apareció en la banda sonora de la película Bad Boys for Life, la cual se estrenó el 17 de enero de 2020 y en donde interpretó al villano Zway-Lo. En marzo de 2020, fue honrado con el premio anual Career Achievement Award en los Premios Tu Música Urbano 2020 presentados por Telemundo. Nicky Jam apareció en el álbum sorpresa de Bad Bunny, Las que no iban a salir, lanzado en mayo de 2020.
En agosto de 2021, anunció que su primera gira oficial posterior a la pandemia que comenzará a principios de 2022. La gira Infinity visitará las principales ciudades de Estados Unidos y Canadá, a partir del 3 de febrero de 2022, en el Agganis Arena de Boston.

## Negocio
En 2023, Nicky Jam hizo una asociación con la NBA.

## Estilo e influencias
En sus inicios musicales, Daddy Yankee era uno de sus artistas favoritos. Comentó que los artistas colombianos Silvestre Dangond y Carlos Vives han influido en su música. Asimismo, afirmó que sus composiciones han sido muy influenciadas por el contenido romántico y melancólico de letras de las canciones de vallenato colombiano y por el ritmo de la música puertorriqueña, por lo que cree que, con esta combinación, es artista de reguetón muy diferente a los de dichos países. Él también afirma «que es un nuevo estilo de reguetón que atrae tanto a los niños como a los adultos».
Por otra parte, ha comentado que: «Bailando», de Enrique Iglesias, «No me doy por vencido», de Luis Fonsi, «All of Me», de John Legend, «Just the Way You Are», de Bruno Mars, y «Volví a nacer», de Carlos Vives, son algunas de sus canciones favoritas.

## Vida personal
Nicky Jam tiene cuatro hijos. Se casó con su novia de dos años, Angélica Cruz, en una ceremonia católica privada en Medellín en febrero de 2017. J Balvin y Vin Diesel asistieron a la boda, que contó con actuaciones del grupo de reggaetón Gente de Zona y el cantante de salsa Jerry Rivera. En agosto de 2018, la pareja solicitó el divorcio, citando diferencias irreconciliables. Ese mismo mes, compró una casa en el área de Palm Island en Miami Beach por US$3,4 millones. El día de San Valentín de 2020, Nicky Jam se comprometió con la modelo Cydney Moreau. La pareja se conoció en el set de su video musical de "Atrévete", un encuentro que el cantante describió como "amor a primera vista". Después de publicar una foto a solas el día de San Valentín de 2021, Nicky Jam confirmó que él y Moreau ya no están juntos. En una entrevista con Vibe, afirmó que tiene trastorno por déficit de atención. Salió con Livia Rici, Nati Torres y Paulina Cruz.

## Discografía
Álbumes de estudio
- 2004: Vida escante
- 2007: The Black Carpet
- 2017: Fénix
- 2019: Íntimo
- 2021: Infinity
- 2024: Insomnio
- 2025: Sunshine

Álbumes recopilatorios
- 2003: Salón de la fama
- 2014: Greatest Hits, Vol. 1

EP's
- 1995: Distinto a los demás
- 2001: Haciendo escante

Mixtape
- 2009:  The Black Mixtape

Reediciones
- 2005:  Vida escante: Special Edition

## Filmografía
| Año  | Título                     | Personaje                   | Notas        |
| ---- | -------------------------- | --------------------------- | ------------ |
| 2017 | xXx: Return of Xander Cage | Lazarus                     | Película     |
| 2017 | Guerra de ídolos           | Él mismo                    | Invitado     |
| 2018 | Nicky Jam: El ganador      | Él mismo                    | Protagonista |
| 2020 | Bad Boys for Life          | Lorenzo "Zway-Lo" Rodríguez | Película     |
| 2021 | Tom & Jerry                | Butch                       | Voz          |

## Premios y nominaciones
Premios Grammy Latinos
| Año  | Nominado            | Galardón                     | Resultado | Ref.  |
| ---- | ------------------- | ---------------------------- | --------- | ----- |
| 2015 | «El perdón»         | Mejor Interpretación Urbana  | Ganador   | [ 8 ] |
| 2015 | «Una cita (Remix)»  | Mejor Interpretación Urbana  | Nominado  | [ 8 ] |
| 2015 | Greatest Hits Vol 1 | Mejor Álbum de Música Urbana | Nominado  | [ 8 ] |

Latin American Music Awards
| Año  | Nominado     | Galardón                          | Resultado | Ref.         |
| ---- | ------------ | --------------------------------- | --------- | ------------ |
| 2015 | Nicky Jam    | Artista del Año                   | Nominado  | [ 9 ] [ 63 ] |
| 2015 | Nicky Jam    | Artista Masculino Favorito Urbano | Nominado  | [ 9 ] [ 63 ] |
| 2015 | «El perdón»  | Sencillo del Año                  | Ganador   | [ 9 ] [ 63 ] |
| 2015 | «El perdón»  | Colaboración Favorita             | Ganador   | [ 9 ] [ 63 ] |
| 2015 | «El perdón»  | Canción Streaming Favorita        | Ganador   | [ 9 ] [ 63 ] |
| 2015 | «Travesuras» | Canción Streaming Favorita        | Nominado  | [ 9 ] [ 63 ] |